# A Muvra
A Muvra (en français : Le Mouflon) était un journal régionaliste corse des années 1920 à 1939.

## Histoire
Petru Rocca publie à partir du 15 mai 1920 la revue A Muvra (« Le Mouflon »), avec d'autres anciens combattants corses de l'armée française à Paris Peu de temps après, le siège de la fondation fut transféré au Cours Grandval, 38 à Ajaccio.. Il crée en fin 1922 ou début 1923 le Parti d'action corse sur le modèle du Parti sarde d'action.
On disait qu'A Muvra était l'héritier de A Tramuntana de Santu Casanova, « rapatrié » l'année suivante à Ajaccio, le journal paraîtra sans interruption jusqu'en 1939. Les muvristes étaient si nombreux qu'au milieu des années 1920, ils publièrent des revues culturelles comme A baretta Misgia, Ghjuventù ou Almànaccio di a muvra, sans oublier la troupe de théâtre dirigée par les Notini.
Autour des frères Rocca, Petru et Matteu, les membres de la rédaction sont principalement, Santu Casanova, Hyacinthe Yvia-Croce, Orsini d'Ampugnani, le jeune Marc Angeli. Il s'agissait principalement d'hommes mûrs, issus de la petite bourgeoisie intellectuelle, souvent italophiles, politiquement conservateurs, mais aussi réactionnaires et attachés à une vision exclusivement ethnique de la nation.
Le périodique devient l'organe du Partitu Corsu d'Azione de 1922 à 1927 et du Partitu Corsu Autonomistu de 1927 à 1939 , devenant ainsi la « voix » des corsistes italianisants.
A Muvra , en sa qualité de périodique de propagande, a utilisé la caricature comme arme politique : en dix-neuf ans, le magazine a publié environ 500 caricatures, marquées de seulement vingt et une signatures différentes, correspondant à cinq caricaturistes différents. Parmi eux, Matteu Rocca, le frère de Petru, est l'auteur de plus de 300 dessins.
En 1925, l'imprimerie du périodique publie la traduction corse de Don Quichotte.
En 1939, le périodique fut fermé par les autorités françaises et en 1945, l'ancien directeur Petru Rocca fut condamné à 15 ans de prison pour collaboration avec l'Italie fasciste.

## Idéologie
L'idéologie d'A Muvra évolue au fil du temps. Durant près de 15 ans, A Muvra défend une ligne autonomiste, identitaire et nationaliste ethnique.
Au fil du temps, A Muvra devient de plus en plus italianisante et à partir de 1935, soutient officiellement l'irrédentisme italien, à partir de 1938, A Muvra adopte une position antisémite et anti-franc-maçonnerie.

## Financements
A Muvra était financé par François Coty entre 1921 et 1923.

## Membres de la rédaction
- Petru Rocca
- Matteu Rocca
- Paulu Orsoni †
- Petru Giovacchini
- Santu Casanova
- Tumasgiu Alfonsi
- Simon Dary
- Dumenicu Carlotti
- Hyacinthe Yvia-Croce
- Marco Angeli